# Ministero dell'industria e della tecnologia (Turchia)
Il Ministero dell'industria e della tecnologia della Repubblica di Turchia (in turco: Türkiye Cumhuriyeti Sanayi ve Teknoloji Bakanlığı) è un dicastero del governo turco responsabile per gli affari inerenti industria e tecnologia della Turchia.
L'attuale ministro è Mehmet Fatih Kacır, in carica dal 4 giugno 2023.

## Storia
Il ministero fu fondato nel 1949 come Ministero dell'industria mentre nel 1971 modificò denominazione in Ministero dell'industria e della tecnologia. Nel 1983 assorbì il Ministero del commercio, divenendo noto come Ministero dell'industria e del commercio, poi nuovamente re-istituito nel 2011. Tra il 2011 e il 2018 fu noto come Ministero della scienza, dell'industria e della tecnologia.

## Struttura
Dal ministero dipendono direttamente le seguenti organizzazioni:
- Agenzia Spaziale Turca
- Accademia delle Scienze Turca
- Amministrazione per lo sviluppo e il supporto delle piccole e medie imprese
- Consiglio per la ricerca scientifica e tecnologica
- Istituto turco degli standard
- Ufficio Marchi e Brevetti Turco

## Ministri

### Ministri dell'industria (1949-1971)
- Mustafa Münir Birsel (7 giugno 1949-22 maggio 1950)
- Mehmet Muhlis Ete (22 maggio 1950-9 marzo 1951)
- İsmail Hakkı Gedik (9 marzo-14 dicembre 1951)
- İbrahim Sıtkı Yırcalı (14 dicembre 1951-17 maggio 1954)
- Fethi Çelikbaş (17 maggio-6 dicembre 1954)
- Samet Ağaoğlu (6 dicembre 1954-8 febbraio 1958)
- İbrahim Sıtkı Yırcalı (8 febbraio-1º settembre 1958)
- Ahmet Sebati Ataman (1º settembre 1958-27 maggio 1960)
- Muhtar Uluer (30 maggio-27 agosto 1960)
- Şahap Kocatopçu (27 agosto 1960-14 aprile 1961)
- İhsan Soyak (14 aprile-20 novembre 1961)
- Fethi Çelikbaş (20 novembre 1961-25 dicembre 1963)
- Muammer Erten (25 dicembre 1963-20 febbraio 1965)
- Ali Naili Erdem (20 febbraio-27 ottobre 1965)
- Mehmet Turgut (27 ottobre 1965-3 novembre 1969)
- Mehmet Selahattin Kılıç (3 novembre 1969-26 marzo 1971)
- Ayhan Çilingiroğlu (26 marzo-11 dicembre 1971)

### Ministri dell'industria e della tecnologia (1971-1983)
- Ali Mesut Erez (11 dicembre 1971-15 aprile 1973)
- Nuri Kemal Bayar (15 aprile 1973-26 gennaio 1974)
- Abdülkerim Doğru (26 gennaio-17 novembre 1974)
- Mehmet Gölhan (17 novembre 1974-31 marzo 1975)
- Abdülkerim Doğru (31 marzo 1975-21 giugno 1977)
- Tarhan Erdem (21 giugno-21 luglio 1977)
- Oğuzhan Asiltürk (21 luglio 1977-5 gennaio 1978)
- Orhan Alp (5 gennaio 1978-12 novembre 1979)
- Nuri Kemal Bayar (12 novembre 1979-12 settembre 1980)
- Şahap Kocatopçu (20 settembre 1980-21 dicembre 1981)
- Mehmet Turgut (21 dicembre 1981-13 dicembre 1983)

### Ministri dell'industria e del commercio (1983-2011)
- Hüseyin Cahit Aral (13 dicembre 1983-21 dicembre 1987)
- Şükrü Yürür (21 dicembre 1987-23 giugno 1991)
- Rüştü Kazım Yücelen (23 giugno-20 novembre 1991)
- Tahir Köse (20 novembre 1991-27 luglio 1994)
- Mehmet Dönen (27 luglio 1994-27 marzo 1995)
- Hasan Akyol (27 marzo-5 ottobre 1995)
- Abdülbaki Ataç (5-30 ottobre 1995)
- Fuat Çay (30 ottobre 1995-6 marzo 1996)
- Enis Yalım Erez (6 marzo 1996-26 aprile 1997)
- Ali Rıza Gönül (26 aprile-30 giugno 1997)
- Enis Yalım Erez (30 giugno 1997-11 gennaio 1999)
- Metin Şahin (11 gennaio-28 maggio 1999)
- Ahmet Kenan Tanrıkulu (28 maggio 1999-18 novembre 2002)
- Ali Coşkun (18 novembre 2002-29 agosto 2007)
- Mehmet Zafer Çağlayan (29 agosto 2007-1º maggio 2009)
- Nihat Ergün (1º maggio 2009-6 luglio 2011)

### Ministri della scienza, dell'industria e della tecnologia (2011-2018)
- Nihat Ergün (6 luglio 2011-25 dicembre 2013)
- Fikri Işık (25 dicembre 2013-24 maggio 2016)
- Faruk Özlü (24 maggio 2016-10 luglio 2018)

### Ministri dell'industria e della tecnologia (2018-presente)
- Mustafa Varank (10 luglio 2018-3 giugno 2023)
- Mehmet Fatih Kacır (dal 4 giugno 2023)